# Marceli Nieżychowski
Marceli Antoni Jan Nieżychowski herbu Pomian (ur. w 1733 w Swadzimiu, zm. w 1788) – poseł województwa gnieźnieńskiego na Sejm Rozbiorowy 1773–1775, członek konfederacji Adama Ponińskiego w 1773 roku, sekretarz konfederacji wielkopolskiej w 1766 roku.